# 鉛管現象
鉛管現象（えんかんげんしょう、英: lead pipe phenomenon）とは、麻酔中に高用量のオピオイドを投与した後に生じる胸部の硬直である。
別名として、Fentanyl-induced chest wall rigidityやWooden chest syndromeがあるが、日本では鉛管現象がよく知られる。
鉛管現象は、フェンタニルなどの親油性合成オピオイドの静脈内投与に伴う副作用として、特に胸部および腹部の筋肉の著しい硬直を説明するものである。換気が困難になることがあり、ナロキソンで回復する。低酸素血症、高血圧症、肺高血圧症、呼吸性アシドーシス、頭蓋内圧亢進を伴うことがある。
最近の研究では、不法に流通しているヘロインに含まれることが多くなったフェンタニルの静脈注射に関連する死亡例の少なくとも一部に、胸壁の硬直が関与している可能性があるとされる。